# Sirone
Sirone (Sirònn in dialetto brianzolo) è un comune italiano di 2 349 abitanti della provincia di Lecco in Lombardia.
Nel 1992 il comune di Sirone è passato dalla provincia di Como alla provincia di Lecco. Dal 1997 il nuovo CAP del comune è 23844.
Il comune si estende su 3,2 km², la sua densità di popolazione è di 711,4 abitanti per km². Nelle vicinanze si trovano i comuni di Molteno, Dolzago e Oggiono; Sirone è situata a 10 km al Sud-Ovest di Lecco, la più grande città nelle vicinanze.
Il santo patrone è San Carlo e viene festeggiato il 4 novembre.
L'attuale sindaco, eletto il 09 di giugno del 2024, è Emanuele De Capitani.

## Origini del nome
Il toponimo potrebbe derivare o da Sironium, termine latino per indicare un granaio tenuto nascosto, oppure da Siron, termine veneto che indica un canale in una zona di paludi.

## Storia
Sirone vanta una storia antica che risale all’epoca romana, come testimoniano i reperti archeologici rinvenuti nella zona.
Nel XIX secolo, alcune estrazioni di torba hanno riportato alla luce una scure preistorica e punte di frecce in selce.
Durante il periodo medievale, il borgo di Sirone fu fortificato, probabilmente a partire da una torre di vedetta di epoca romana. Inserito nel Contado della Martesana, nel 1147 fu infeudato dalla famiglia Sirona per concessione del monastero di San Simpliciano, proprietario del territorio. Con Federico Barbarossa, nel 1162 Sirone divenne un possedimento del Capitolo del Duomo di Monza. Inserito poi nella pieve di Oggiono, Sirone passò nelle mani della famiglia D'Adda, che vi esercitò i suoi diritti feudali fino a quando, nel 1654, i sironesi ottennero il riscatto dall'infeudazione.
Come riportato da Cesare Cantù, verso la fine del XVIII secolo le brughiere di Sirone furono oggetto di un'importante opera di bonifica.

### Simboli
Lo stemma comunale e il gonfalone sono stati concessi con decreto del presidente della Repubblica del 20 febbraio 1985.
Lo stemma si può blasonare:
La torre ricorda il castello che sorgeva sulla collina che sovrasta il paese. Di questa costruzione se ne ha testimonianza già dalla fine del XIV secolo e oggi rimangono alcuni resti di muri a secco con massi di notevoli dimensioni.
Il gonfalone è un drappo d'azzurro.

## Monumenti e luoghi d'interesse

### Architetture religiose
- Parrocchiale di San Carlo[10]
- Chiesa di San Benedetto (XIII secolo),[11] con funzioni di parrocchiale fino al 1704[6]
- Chiesa di San Pietro (XI secolo)[12]

### Architetture civili
- Villa Arbusta[13]
- Antico convento (XIX secolo)[14]
- Lavatoio del Navello[15]

## Società

### Evoluzione demografica
- 529 nel 1751
- 558 nel 1771
- 715 nel 1805
- 1 088 nel 1853

Abitanti censiti